# جین آکر
جین آکر (انگلیسی: Jean Acker؛ ۲۳ اکتبر ۱۸۹۳ – ۱۶ اوت ۱۹۷۸) یک هنرپیشه اهل ایالات متحده آمریکا بود.
وی بین سال‌های ۱۹۱۳ تا ۱۹۵۵ میلادی فعالیت می‌کرد و داری سابقه حرفه‌ای برای فیلم صامت در دهه ۱۹۵۰ بود.
او شاید بیشتر به عنوان همسر جداشده از ستاره فیلم‌های صامت رودولف والنتینو شناخته شده شود.

## نگارخانه

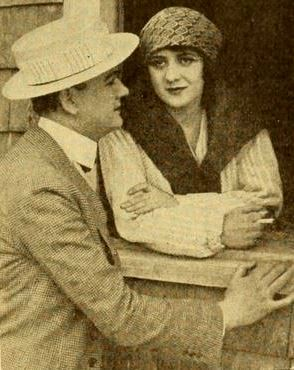
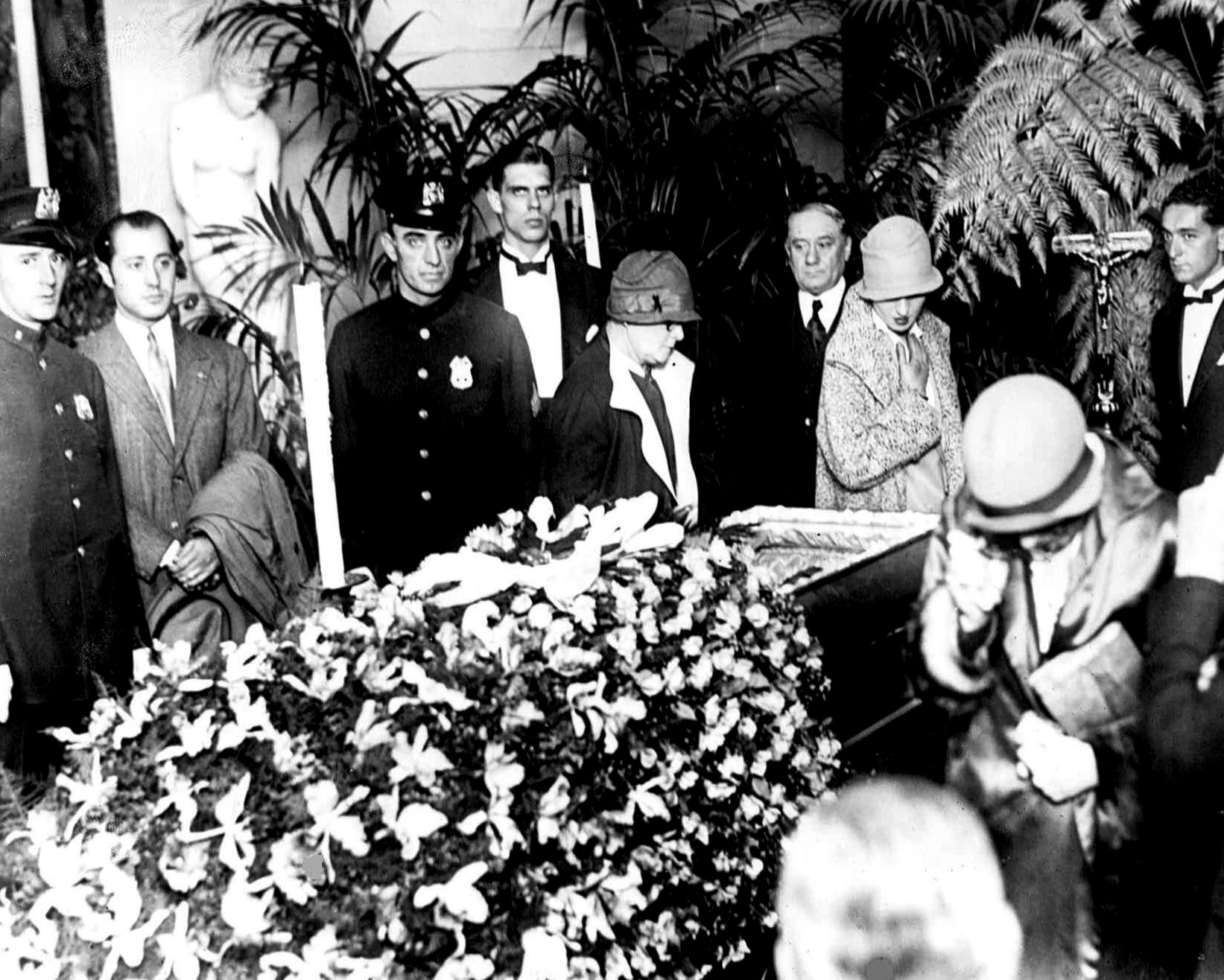

## بخشی از فیلم‌شناسی
| سال  | عنوان               | نقش           | توضیحات              |
| ---- | ------------------- | ------------- | -------------------- |
| ۱۹۲۵ | شجاع‌دل              | Sky-Arrow     |                      |
| ۱۹۲۷ | لانه                | Belle Madison |                      |
| ۱۹۳۶ | سان فرانسیسکو       |               |                      |
| ۱۹۴۵ | طلسم‌شده             | Matron        | در عنوان بندی نیامده |
| ۱۹۴۶ | چه زندگی شگفت‌انگیزی |               | در عنوان بندی نیامده |